# Grekiska frihetskriget
Grekiska frihetskriget, också känt som Grekiska revolutionen (grekiska: Ελληνική Επανάσταση, Elliniki Epanastasi; osmanska: يونان عصياني Yunan İsyanı) var det krig som mellan 1821 och 1829 utkämpades mellan grekiska upprorsmän och Osmanska riket, vilket då behärskade nuvarande Grekland.

## Historik
Det i Grekland sedan länge starka missnöjet med det osmanska styret ledde till en folklig resning 1821. Det var inspirerat av Ali Pascha av Tepelenë som i västra Balkan försökte bryta sig ut ur det Osmanska riket. Furst Alexander Ypsilantis startade upproret i Moldavien, och överskred 6 mars gränsen mellan Ryssland och Turkiet med en mindre truppstyrka i avsikt att befria Balkanhalvön. Då Moldavien och Valakiet förblev lojala mot Osmanska riket blev han dock snart besegrad av turkiska trupper.
På Peloponnesos startades upproret 25 mars av ärkebiskop Germanos av Patras. Öarna Spezzia, Ipsara och Hydra anslöt sig, där en flotta skapades av handelsfartyg som byggdes om för krigsbruk. Då den osmanska huvudhären var bunden av kriget med Ali Pascha, hade grekerna, trots dålig inre sammanhållning i början, stora framgångar. Osmanerna blev nästan helt bortdrivna från Peloponnesos, och upproret spred sig ända till Makedonien.
Upproret fick folkrättsligt erkännande genom att Storbritannien 1822 förklarade Grekland för en krigförande part, och alltså inte upprorisk provins. Generellt sett var annars de europeiska stormakterna inte särskilt välvilligt inställda till upproret, men bland intellektuella gick en våg av filhellenism fram, och lockade många frivilliga till kriget. Mest känd bland dessa torde Lord Byron vara.
För att kuva upproret anmodade osmanernas sultan Egyptens ståthållare Muhammed Ali att ingripa. Denne sände 1825 sonen Ibrahim Pascha till Peloponnesos med en här och flotta. Han  härjade landet systematiskt och kvävde i det närmaste hela upproret. År 1827 innehade grekerna endast Nauplia, som var regeringens säte, samt några få andra platser. Osmanernas härjningar gjorde att de europeiska stormakterna blandade sig i frihetsrörelsen och 1827 försökte Storbritannien, Ryssland och Frankrike förgäves medla i striden.
Avgörande för Greklands frihet var segern över den osmanska flottan i viken utanför Navarino på västra kusten av Peloponnesos den 20 oktober 1827. I sjöslaget leddes den förenade brittiska, franska och ryska flottan av amiral Edward Codrington. Rysslands krigsförklaring 1828 tvingade Osmanska riket till förhandlingsbordet.
Genom freden i Adrianopel 1829 erkände Turkiet Greklands autonomi. Grekland, räknat norrut till en linje från Artabukten till Pagaseiska viken, skulle bli ett ärftligt, skattskyldigt furstendöme under turkisk överhöghet.
I Londonfördraget 3 april 1830, vilket bekräftades av Osmanska riket i Fördraget i Konstantinopel i juli 1832 godkändes Greklands gränser och landets fullständiga självständighet. Sedan Leopold av Coburg avböjt, uppställde makterna 1832 den ännu minderårige prins Otto av Bayern som kandidat, och denne valdes av nationalförsamlingen till grekernas suveräne kung.
Grekerna blev därmed först med att erkännas som självständig stat bland Osmanska rikets underlydande. Den 25 mars 1821, då Grekland utropade sig självständigt, är en nationell helgdag i Grekland.